# Distretto di Santa Cruz (Ancash)
Il distretto di Santa Cruz è un distretto del Perù nella provincia di Huaylas (regione di Ancash) con 4.840 abitanti al censimento 2007 dei quali 331 urbani e 4.509 rurali.
È stato istituito il 10 luglio 1945.